# Правилото 90-90
„Правилото 90-90“ в софтуерното инженерство е хумористичен афоризъм, който гласи:
| „                      | Първите 90 процента от кода се равняват на първите 90 процента от времето за разработка. Оставащите 10 процента от кода се равняват на останалите 90 процента от времето за разработка. | “ |
| Том Карджил, Bell Labs | |   |

Сумата от процентите достига 180% като алюзия за печално известните софтуерни проекти, които съществено пресрочват заложените за изпълнението им срокове. Правилото изразява както най-общото разпределение на времето за един софтуерен проект на лесни и трудни за изпълнение части, както и причината много проекти да отнемат повече време от предвиденото, поради грешна преценка на сложността на трудните части. С други думи, изисква повече време и повече работа, отколкото е първоначалното очаквано, за да може софтуерът да заработи.
Правилото 90-90 се приписва на Том Карджил от Лабораториите „Бел“, а става популярно благодарение на колонката на Джон Бентли „Програмистки бисери“ от септември 1985 в „Communications of the ACM“, където е озаглавено като „Правило за достоверността“ („Rule of Credibility“).